# Кагера
Кагера (Акагера) е река в Източна Африка, протичаща през Руанда, Танзания и Уганда. Река Кагера се приема официално за начало на река Нил. Дължина 420 km (с дясната съставяща я река Рувубу 836 km). Водосборният ѝ басейн обхваща площ около 60 000 km2. Образува се на 1324 m н.в. от сливането на двете съставящи я реки Нябаронго (Няваронго, Няварунгу, 351 km, лява съставяща) и Рувубу (Рувуву, 416 km, дясна съставяща), на около 80 km източно от езерото Рверу (Ругверо).. Река Нябаронго води началото си от югозападната част на Руанда, като в горното си течение тече на север, в средното на югоизток и юг, а в долното – на изток, като протича през северната част на езерото Рверу. Река Рувубу води началото си от южната част на Бурунди, недалеч от езерото Танганика под името Рукарара, а в средното си течение – Рувиронза. Изворът на река Рукарара официално се приема за начало на река Нил.
В горното и средно течение служи за граница между Руанда и Танзания. След устието на левия си приток Какитумба завива на изток, на известно разстояние е граница между Уганда и Танзания, след което навлиза изцяло на танзанийска територия. На около 15 km преди устието си навлиза на угандийска територия, след което се влива от югозапад в езерото Виктория (разположено но 1134 m н.в.), на около 40 km северно от танзанийския град Букоба. В горното си течение протича през националния парк „Буриги“ където се намира водопадът „Русумо“, а в средното – през националният парк „Кагера“. По цялото си протежение тече предимно през широка и заблатена долина, през множество малки езера Бисонгоу, Ихема, Муджунджу и др. Основни притоци: леви – Нябаронго, Калангаза, Какитумба; десни – Рувубу, Мвиса, Нгона. Среден годишен отток около 1500 m/s. Плавателна е за плиткогазещи речни съдове само в долното си течение, като най-голямото пристанище е Квака в Танзания.
Устието на реката и най-долното ѝ течение е открито праз април 1876 г. от американския изследовател Хенри Мортън Стенли, а през август 1892 г. цялото ѝ течение е открито и изследвано от австриеца Оскар Бауман.